# Teorie centrálních míst

Ilustrace Christallerovy teorie centrálních míst

Teorie centrálních míst (anglicky: Central place theory), někdy též Christallerova teorie centrálních míst, případně teorie prostorové rovnováhy, je geografická teorie, která se snaží vysvětlit počet, velikost a rozmístění sídel v sídelní struktuře. Teorie byla vytvořena v roce 1933 německým geografem Walterem Christallerem na příkladu rovinatého jižního Německa, který tak navázal na Johanna von Thünena, jenž se podobnou teorií zabýval již v roce 1826.

## Definice
Podle katedry matematiky, oddělení geomatiky Západočeské univerzity (ZČU), může být Christallerova teorie definována jako teorie, která „se zabývá problematikou prostorového systému osídlení, tedy velikosti a rozmístění sídel v sídelní struktuře především na základě ekonomických charakteristik, závislých hlavně na chování spotřebitelů a obchodníků v reálném čase.“
Podle katedry sociální geografie a regionálního rozvoje Univerzity Karlovy se teorie snaží o „objasnění podstaty základních pravidelností v uspořádání a fungování sídelního systému.“
Podle katedry matematiky, oddělení geomatiky ZČU, má teorie následující předpoklady:
1. homogenní rovina se stejnou mírou dopravní dostupnosti v každém bodě, jeden typ dopravy, dopravní náklady jsou proporcionální
2. rovnoměrně rozmístěná populace
3. centrální místa poskytují zboží, služby a administrativní funkce jejich zázemí
4. spotřebitelé minimalizují svoji cestovní vzdálenost
5. poskytovatelé služeb se snaží pokrýt co nejširší možnou oblast trhu
6. všichni spotřebitelé mají stejný příjem a stejné požadavky na služby

Základem teorie je tvrzení, že malá sídla jsou schopna produkovat pouze omezený okruh zboží podle vlastních dispozic, ale jejich obyvatelé žádají sortiment mnohem rozmanitější a bohatší, k jehož obstarávání slouží zařízení v dosažitelné vzdálenosti. Čím častěji obyvatelé dané zboží (může se jednat i o služby) potřebují, tím je centrum jeho poskytování lokalizováno blíže či dále. Postupně se vytváří určité sféry vlivu ovlivněné časovou dostupností a dopravními náklady. Vznikají tak regiony s centry obsahující alespoň minimální počet obyvatel schopných uživit určité konkrétní ekonomické zařízení. Hovoříme o tzv. ekonomickém prahu efektivnosti (prahové populaci, treshhold population).
katedra matematiky, oddělení geomatiky ZČU